# Tu-155
Tu-155 (ros. Ту-155) – zmodyfikowany Tu-154 używany w charakterze platformy testowej dla alternatywnych rodzajów paliwa lotniczego. Był to pierwszy eksperymentalny samolot na świecie napędzany ciekłym wodorem.

## Historia
Pierwszy lot Tu-155 odbył się 15 kwietnia 1988 roku. Pierwotnie samolot napędzany był ciekłym wodorem, lecz w roku 1989 przekonwertowano go na LNG. Loty doświadczalne planowano kontynuować do 1997 roku, lecz rozpad Związku Radzieckiego doprowadził do anulowania projektu. Obecnie samolot przechowywany jest w Porcie lotniczym Żukowskij.

## Opis konstrukcji
Zewnętrznie do złudzenia przypominający Tu-154 od którego się wywodzi, Tu-155 posiada wyróżniający go szczegół w postaci elementu systemu wentylacji na ogonie (nad silnikiem nr. 2). Paliwo przechowywane było w tylnej części kadłuba w zbiorniku o pojemności 17,5m³. Napęd samolotu stanowił jeden silnik Kuźniecow NK-88 oraz dwa Kuźniecow NK-8.